# Prawitz Öberg
Hartwig Edmund Prawitz Öberg (Gislöv, 1930. november 16. – Malmö, 1995. november 4.) világbajnoki döntős svéd válogatott labdarúgó.
A svéd válogatott tagjaként részt vett az 1958-as világbajnokságon.

## Sikerei, díjai
Malmö FF
- Svéd bajnok (2): 1952–53, 1965
- Svéd kupa (1): 1953

Svédország
- Világbajnoki döntős (1): 1958

Egyéni
- Az év svéd labdarúgója (1): 1962